# オキノサキガケ
オキノサキガケは日本の競走馬である。1983年に中山大障害の春秋連覇を達成した。

## 戦績

### デビュー～1982年
1980年10月に福島競馬場でデビューし6着。その後翌1981年5月の芝2000m戦で16戦目にして初勝利を挙げた。その後、6月より大久保末吉厩舎から息子の大久保洋吉厩舎に転厩、さらに1982年3月より佐藤林次郎厩舎に移った。同年7月までに400万以下の競走を22戦したが勝利を挙げられず、8月より障害競走に転向した。
障害競走では1戦を除いて全て星野忍が騎乗した。障害入り2戦目の未勝利戦で2着に1.8秒の大差で初勝利を挙げ、4戦目で400万以下でも勝利した。オープン初戦の東京障害特別（秋）では他に有力馬が不在だったこともあり、1番人気となったが優勝したラッキータウロから5馬身差の4着に敗れた。続く中山大障害（秋）では大竹柵の飛越でバランスを崩し騎手が落馬。ハヤテジョー、ボールドマッチと共に競走中止した。

### 1983年以降
1983年は1月の障害オープンでは3着に敗れたが、2戦目の東京障害特別で2着のメジロアンタレスに3秒の差をつける圧勝で重賞初優勝を遂げた。しかし3月の中山競馬場での障害オープンは勝ったメジロクラウンに6.5秒差の5着と負け、中山大障害（春）でも1番人気はメジロクラウンとなりオキノサキガケは2番人気での出走となった。しかし、メジロクラウンはレース途中で鼻出血を発症し8頭立ての6着と惨敗。オキノサキガケは先行2,3番手でレースを進め、大生垣の着地がやや悪かったが体勢を立て直し、最後の坂路を越えてライバコウハクとのマッチレースとなったが、ゴール手前で外からライバコウハクをかわして優勝した。
同年秋の東京障害特別は63kgのハンデで出走したが5着。続く中山大障害は1982年に中山大障害を連覇したキングスポイントが単勝1.1倍の圧倒的な人気となり、オキノサキガケは2番人気とはいえ単勝8.4倍でのスタートとなった。キングスポイントは2番手から大竹柵を越えて先頭に立ち、オキノサキガケは後方を追走。オキノサキガケは大生垣を越えて徐々に進出し、最終障害を越えて直線手前で先頭のハヤテタケル、キングスポイントを抜いて先頭に立ち、最後は内から伸びてきたメジロジュピターを1馬身1/4抑えて春秋連覇となった。同年の最優秀障害馬に選出される。
1984年は年明けの東京障害特別を優勝したネイティブボーイから0.6秒差の4着。続く中山の障害オープンは62kgで出走し、65kgのキングスポイントから0.8秒差の4着と完敗した。中山大障害はキングスポイントが単勝1.2倍、オキノサキガケが5.3倍の2番人気となったが、キングスポイントは水濠障害で故障し、1、2コーナー中間の生垣障害手前で競走中止。オキノサキガケも優勝したメジロジュピターから17馬身差で完走した4頭の中で最下位という結果に終わった。その後も結果を残せず、秋の大障害はメジロアンタレスから5馬身3/4差の4着となり、翌1985年4月の中山大障害（春）では大竹柵で騎手落馬により競走中止。5月に競走馬登録を抹消し、その後は馬術競技馬として生活した。

## 血統表
| オキノサキガケの血統（ロイヤルチャージャー系/Foxhunter 5×5=6.25%（母内）） | オキノサキガケの血統（ロイヤルチャージャー系/Foxhunter 5×5=6.25%（母内）） | オキノサキガケの血統（ロイヤルチャージャー系/Foxhunter 5×5=6.25%（母内）） | （血統表の出典）     | （血統表の出典） |
| 父 *ホーント Haunt 1971 黒鹿毛                                             | 父の父Habitat 1966 鹿毛                                                    | Sir Gaylord                                                                | Turn-to              | Turn-to          |
| 父 *ホーント Haunt 1971 黒鹿毛                                             | 父の父Habitat 1966 鹿毛                                                    | Sir Gaylord                                                                | Somethingroyal       |                  |
| 父 *ホーント Haunt 1971 黒鹿毛                                             | 父の父Habitat 1966 鹿毛                                                    | Little Hut                                                                 | Occupy               | Occupy           |
| 父 *ホーント Haunt 1971 黒鹿毛                                             | 父の父Habitat 1966 鹿毛                                                    | Little Hut                                                                 | Savage Beauty        |                  |
| 父 *ホーント Haunt 1971 黒鹿毛                                             | 父の母Kew 1963 栗毛                                                        | Princely Gift                                                              | Nasrullah            | Nasrullah        |
| 父 *ホーント Haunt 1971 黒鹿毛                                             | 父の母Kew 1963 栗毛                                                        | Princely Gift                                                              | Blue Gem             |                  |
| 父 *ホーント Haunt 1971 黒鹿毛                                             | 父の母Kew 1963 栗毛                                                        | Astrentia                                                                  | Denturius            | Denturius        |
| 父 *ホーント Haunt 1971 黒鹿毛                                             | 父の母Kew 1963 栗毛                                                        | Astrentia                                                                  | Aherlow Valley       |                  |
| 母 エムプレスチャチャ 1968 鹿毛                                            | 母の父*ワラビー Wallaby 1955 黒鹿毛                                        | Fast Fox                                                                   | Fastnet              | Fastnet          |
| 母 エムプレスチャチャ 1968 鹿毛                                            | 母の父*ワラビー Wallaby 1955 黒鹿毛                                        | Fast Fox                                                                   | Foxcraff             |                  |
| 母 エムプレスチャチャ 1968 鹿毛                                            | 母の父*ワラビー Wallaby 1955 黒鹿毛                                        | Wagging Tail                                                               | Tourbillon           | Tourbillon       |
| 母 エムプレスチャチャ 1968 鹿毛                                            | 母の父*ワラビー Wallaby 1955 黒鹿毛                                        | Wagging Tail                                                               | Foxtail              |                  |
| 母 エムプレスチャチャ 1968 鹿毛                                            | 母の母キヨハ 1947 鹿毛                                                     | *プリメロ                                                                  | Blandford            | Blandford        |
| 母 エムプレスチャチャ 1968 鹿毛                                            | 母の母キヨハ 1947 鹿毛                                                     | *プリメロ                                                                  | Athasi               |                  |
| 母 エムプレスチャチャ 1968 鹿毛                                            | 母の母キヨハ 1947 鹿毛                                                     | 第弐オーイエー                                                             | *シアンモア          | *シアンモア      |
| 母 エムプレスチャチャ 1968 鹿毛                                            | 母の母キヨハ 1947 鹿毛                                                     | 第弐オーイエー                                                             | *オーイエー F-No.3-e |                  |

- 母エムプレスチャチャの全兄に天皇賞馬メジロムサシ、半姉アサマフジの孫にヤマブキオーがいる。